# Karel Šiktanc
Karel Šiktanc (10. července 1928 Hřebeč u Kladna – 26. prosince 2021 Praha) byl český básník, autor pohádek pro děti, textař a scenárista. Působil také jako novinář a překladatel.

## Život
Vystudoval učitelský ústav. Následné studium Vysoké školy pedagogické nedokončil, jelikož dal přednost žurnalistické praxi. Novinářskou práci začal v Mladé frontě. V jeho tvorbě se silně projevil zážitek z vyhlazení Lidic – sousední vesnice, kde měl mnoho kamarádů. Jeho počátky byly velmi ovlivněny komunistickou ideologií. Od roku 1950 byl redaktorem Československého rozhlasu, kde pracoval až do roku 1960. Působil v časopise Květen, spoluredigoval Almanach Květen a Hlubší než smrt. V letech 1961–1971 byl šéfredaktorem nakladatelství Mladá fronta.
Za normalizace upadl v nemilost a musel opustit své zaměstnání. Publikoval v samizdatu a v cizině, vystřídal několik zaměstnání (např. údržbář dvorců na Štvanici). V roce 1989 obdržel cenu Jaroslava Seiferta (sbírka Srdce svého nejez) a v roce 2000 cenu Českého literárního fondu. Za sbírku Šarlat (1999) získal Státní cenu za literaturu. Společná kniha s Oldřichem Králem Tři nadání se stala knihou roku 1999 dle ankety Lidových novin. Sbírka Zimoviště získala cenu Magnesia Litera pro nejlepší básnickou knihu roku 2004.
V roce 2010 jej prezident vyznamenal medailí Za zásluhy.

## Dílo

### Poezie
- Tobě, živote, 1951
- Pochodeň jara, 1954
- Vlnobití, 1956
- Žízeň, 1959
- Heinovské noci, 1960
- Patetická, 1961 (poema o Únoru 1948)
- Nebožka smrt, 1963
- Báseň osmi, 1963 (věnovaná osmi polárníkům, kteří zahynuli při požáru na arktické stanici Mirnyj)[3]
- Artéská studna, 1964
- Paměť, 1964 (výbor)
- Zaříkávání živých, 1966
- Město jménem Praha 1967
- Adam a Eva, 1968
- Slepá láska, 1968 (soubor tří knih)
- Horoskopy, 1969
- Mariášky, 1970
- Český orloj, 1974 samizdat, 1981 v Mnichově, 1990 oficiálně
- Jak se trhá srdce, 1978 samizdat, 1983 v Mnichově, 1991 oficiálně
- Pro pět ran blázna krále, 1978 samizdat
- Tanec smrti aneb Ještě Pámbu neumřel, 1979 samizdat, 1992 oficiálně
- Sakramenty, 1979 samizdat
- Srdce svého nejez, 1981 samizdat, 1994 oficiálně
- Ostrov Štvanice, 1991
- Utopenejch voči, 1991 (= Pro pět ran blázna krále + Sakramenty)
- Tanec smrti, 1992
- Hrad Kost, 1995 – básně z let 1990–1994
- Tři nadání, 1999 z čínštiny přeložil Oldřich Král a následně přebásnil Karel Šiktanc
- Šarlat, 1999 – básně z let 1995–1998
- Zimoviště, 2003 – básně z let 1998–2002
- Fidlátka, 2004
- Řeč vestoje, 2005
- Běseň, 2005
- Vážná známost, 2008
- Nesmír, 2010 – nominace na cenu Magnesia Litera 2011
- Čistec, 2012
- Na Knížecí, 2014
- Horniny, 2016
- Ubírati se, 2018
- Opovážení, 2019

Básnickou tvorbu Karla Šiktance souborně vydalo Nakladatelství Karolinum v letech 2001–2023:
- Dílo 1 (Žízeň, Heinovské noci, Nebožka smrt, Artéská studna), 2003
- Dílo 2 (Město jménem Praha, Horoskopy, Mariášky), 2001
- Dílo 3 (Zaříkávání živých, Adam a Eva, Jak se trhá srdce), 2001
- Dílo 4 (Český orloj, Tanec smrti), 2004
- Dílo 5 (Pro pět ran blázna krále, Sakramenty, Srdce svého nejez, Ostrov Štvanice), 2002
- Dílo 6 (Hrad Kost, Šarlat, Zimoviště), 2004
- Dílo 7 (Básně (ze zásuvky), Z překladů, Rozestřeno časem), 2006
- Dílo 8 (Řeč ve stoje, Vážná známost, Nesmír a Čistec), 2014
- Dílo 9 (Na Knížecí, Horniny, Ubírati se, Opovážení, Z pozůstalosti), 2023

### Pro televizi
- Nejkrásnější sen
- Štědrovečerní romance, 1963 (spolu s J. Šotolou)
- Pravda a lež, 1992
- Stříbrný a Ryšavec, 1998
- Paní mlha, 2000

### Pro rozhlas
- Putování za králem, 1977, 1990
- O králi Jasnozřivém a slepci převozníku, 1991
- Královna s vlčí tváří, 1992
- Král Kamenné srdce, 1993
- Nejčernější les, 1995
- Svatební šaty, 1995
- Svatojánský oheň, 1997
- Tři spravedliví, 1998
- Černý jezdec, bílý kůň, 2000
- Hodiny pro nevěstu, 2000
- Sivá princka, 2001
- Heřmaňský poklad, 2002
- Dar nedar, 2003
- Orlí kámen, 2004
- Komteska a Koloděj, 2005
- Černé peří, 2006
- Jedna hrůza, 2008

### Knihy pro děti
- Pohádky chudé na řádky, 1962
- Kapela pana Anděla, 1965
- Královské pohádky, 1970
- O dobré a zlé moci, 2000
- Spadl buben do kedluben, 2005 (Výbor z Pohádky chudé na řádky, Kapela pana Anděla a Haló, tady jaro!)
- Hrad Svícen, 2009
- Hora Zlodějka, 2016

### Hádanky a slovní hříčky
Kromě básnické tvorby byl autorem hádanek a slovních hříček, pro tuto příležitost používal i pseudonym Lenka Tršická, což je slovní hříčka (přesmyčka) vycházející z jeho jména.
- Milý Řehoři, milíře hoří: 700 hádanek, 2012[5]

### Překlady
Překlady ruské poezie: J. A. Jevtušenka, B. L. Pasternaka, B. Sluckého
- Zelené víno / Jevgenij Jevtušenko[6]
- Co nezapomenu / Boris Sluckij[7]
- Hvězdný déšť / Boris Pasternak[8]
- Modrý host / Boris Pasternak[9]

### Básně
- Řeč vestoje
- Modlitba k Bohyni paměti Archivováno 24. 8. 2005 na Wayback Machine.
- Zaříkávání žen (z Jak se trhá srdce)
- Smrt Vladimíra Holana, Praha Archivováno 28. 8. 2005 na Wayback Machine. – z internetové antologie Vrh křídel
- České jaro Archivováno 9. 1. 2006 na Wayback Machine. – z Literárních novin, květen 1955
- Černé děti – z Mateřídoušky 1951